# Bourg-Blanc
Bourg-Blanc är en kommun i departementet Finistère i regionen Bretagne i västra Frankrike. Kommunen ligger i kantonen Plabennec som tillhör arrondissementet Brest. År 2022 hade Bourg-Blanc 3 544 invånare.

## Befolkningsutveckling
Antalet invånare i kommunen Bourg-Blanc
Referens:INSEE